# Ludiès
Ludiès település Franciaországban, Ariège megyében. Lakosainak száma 99 fő (2022. január 1.). Ludiès Le Carlaret, Saint-Amadou és Saint-Félix-de-Tournegat községekkel határos.

## Népesség
A település népességének változása:
| Lakosok száma | 46   | 33   | 43   | 65   | 71   | 77   | 90   | 94   | 93   | 99   |
|               | 1968 | 1982 | 1990 | 2006 | 2013 | 2015 | 2017 | 2019 | 2020 | 2022 |